# 待詔局
待詔局（たいしょうきょく）は、士民有志からの建言を受理、処理する明治政府の機関である。

## 概要
待詔とは、詔命が下るのを待つ意味である。
明治2年3月12日、東京城内、太政官に設置された。知事、判事、試補、書記、筆生などの職員が置かれた。4月8日、清岡公張が待詔局知事に任じられたが、5月、知事は廃されて、正および権の主事および参事が置かれ、7月8日、官制改革において「待詔院」と改称され、上局および下局が設けられた。ただし上局は名義のみであって実は無く、大久保利通、板垣退助らが功臣の優遇の意味合いで待詔院学士（ついでこれは出仕に改められた）に任じられたにすぎない。下局は待詔下院と称して、阿野公誠が長官に任じられたが、8月14日、その事務は集議院に合併された。